# Дивногорье (Воронежская область)
Дивногорье — хутор в Лискинском районе Воронежской области.
Входит в состав Селявинского сельского поселения.

## География

### Улицы
- ул. Луговая
- ул. Мира
- ул. Подгорная
- ул. Центральная
- пер. Дивный
- пер. Лесной

## Население
| 2010 |
| ---- |
| 251  |

## История
С историей Дивногорья связананы имена российского геолога, профессора Михаила Буранчука и его друга, учителя Соломона Нафферта. Российский геолог профессор Михаил Буранчук еще в 20-е годы XX века утверждал, что человек сформировался в недрах Земли и только потом вышел из пещер на поверхность. Учёный вел исследования вблизи села Костёнки Воронежской губернии. Судя по письмам ученого, он обнаружил там свидетельства цивилизованной человеческой деятельности, имевшие возраст не менее пятидесяти тысяч лет. Последний раз профессора Буранчука видели, когда они с местным учителем спустились в пещеру «Белое Сияние», расположенную в районе Дивногорья Воронежской области. Оба исследователя из таинственного подземелья не вышли. Поиски велись несколько дней, но не было обнаружено никаких их следов.
Дивногорские стоянки являются самымими поздними памятниками верхнего палеолита на Среднем Дону, наряду со стоянкой Борщëво 2 у села Борщëво. У хутора Дивногорье известно два эпиграветтских памятника: Дивногорье 9 (место забоя/загона диких лошадей) и Дивногорье 1 (кратковременная стоянка), а также ряд предположительно геологически одновременных с ними местонахождений расщеплëнного кремня. В Дивногорье 9 в отложениях борта оврага было выявлено семь уровней залегания костей дикой лошади. В Дивногорье один из последних этапов селепроявления был в период времени от 14,5 до 13 тыс. лет назад. Скопления лошадей приурочены, в основном, к верховьям логов, где дикие лошади пили обогащанную карбонатом воду ручьёв и луж, а во время экстремальных дождей попадали в грязевые селевые потоки, что способствовало их ранению и гибели, после чего они могли становиться одним из источников пищи для древнего человека.